# Ouled Antar
Ouled Antar (em árabe: اوالد عنتر) é uma comuna localizada na província de Médéa, Argélia. De acordo com o censo de 2008, a população total da cidade era de 2 216 habitantes.